# David Raum
David Raum (Norimberga, 22 aprile 1998) è un calciatore tedesco, centrocampista del RB Lipsia, di cui è capitano, e della nazionale tedesca.

## Caratteristiche tecniche
Di ruolo esterno sinistro, può giocare anche come terzino ed è dotato di buona progressione palla al piede, oltre a essere abile nel crossare e nel servire i compagni tramite passaggi lunghi. Ha anche buone doti difensive e all'occorrenza può ricoprire il ruolo di mezzala.

## Carriera

### Club
Cresciuto nel settore giovanile del Greuther Fürth, ha esordito in prima squadra il 27 gennaio 2017 disputando l'incontro di 2. Bundesliga perso 2-1 contro il Monaco 1860.
Il 13 gennaio 2021 viene annunciato il suo acquisto a parametro 0 da parte dell'Hoffenheim, con cui firma un contratto quadriennale con decorrenza dal 1º luglio seguente.
Il 31 luglio 2022 firma un contratto quinquennale con il RB Lipsia.
Il 15 agosto 2025 viene nominato come nuovo capitano del club tedesco.

### Nazionale
Il 5 settembre 2021 esordisce in nazionale maggiore nel successo per 6-0 contro l'Armenia.

## Statistiche

### Presenze e reti nei club
Statistiche aggiornate al 17 maggio 2025.
| Stagione              | Squadra               | Campionato            | Campionato | Campionato | Coppe nazionali | Coppe nazionali | Coppe nazionali | Coppe continentali | Coppe continentali | Coppe continentali | Altre coppe | Altre coppe | Altre coppe | Totale | Totale | Totale |
| Stagione              | Squadra               | Comp                  | Pres       | Reti       | Comp            | Pres            | Reti            | Comp               | Pres               | Reti               | Comp        | Pres        | Reti        | Pres   | Reti   |        |
| --------------------- | --------------------- | --------------------- | ---------- | ---------- | --------------- | --------------- | --------------- | ------------------ | ------------------ | ------------------ | ----------- | ----------- | ----------- | ------ | ------ | ------ |
| 2016-2017             | Greuther Fürth II     | RL                    | 5+4        | 0+1        |                 | -               | -               |                    | -                  | -                  |             | -           | -           | 9      | 1      |        |
| 2017-2018             | Greuther Fürth II     | RL                    | 5          | 0          |                 | -               | -               |                    | -                  | -                  |             | -           | -           | 5      | 0      |        |
| 2018-2019             | Greuther Fürth II     | RL                    | 5          | 1          |                 | -               | -               |                    | -                  | -                  |             | -           | -           | 5      | 1      |        |
| 2019-2020             | Greuther Fürth II     | RL                    | 1          | 0          |                 | -               | -               |                    | -                  | -                  |             | -           | -           | 1      | 0      |        |
| 2016-2017             | Greuther Fürth        | 2L                    | 5          | 0          | CG              | 0               | 0               |                    | -                  | -                  |             | -           | -           | 5      | 0      |        |
| 2017-2018             | Greuther Fürth        | 2L                    | 20         | 1          | CG              | 2               | 2               |                    | -                  | -                  |             | -           | -           | 22     | 3      |        |
| 2018-2019             | Greuther Fürth        | 2L                    | 16         | 1          | CG              | 0               | 0               |                    | -                  | -                  |             | -           | -           | 16     | 1      |        |
| 2019-2020             | Greuther Fürth        | 2L                    | 19         | 1          | CG              | 0               | 0               |                    | -                  | -                  |             | -           | -           | 19     | 1      |        |
| 2020-2021             | Greuther Fürth        | 2L                    | 34         | 1          | CG              | 3               | 0               |                    | -                  | -                  |             | -           | -           | 37     | 1      |        |
| Totale Greuther Fürth | Totale Greuther Fürth | Totale Greuther Fürth | 94         | 4          |                 | 5               | 2               |                    | -                  | -                  |             | -           | -           | 99     | 6      |        |
| 2021-2022             | Hoffenheim            | BL                    | 32         | 3          | CG              | 3               | 0               |                    | -                  | -                  |             | -           | -           | 35     | 3      |        |
| 2022-2023             | RB Lipsia             | BL                    | 28         | 0          | CG              | 4               | 0               | UCL                | 8                  | 0                  |             | -           | -           | 40     | 0      |        |
| 2023-2024             | RB Lipsia             | BL                    | 31         | 2          | CG              | 1               | 0               | UCL                | 7                  | 1                  | SG          | 1           | 0           | 39     | 3      |        |
| 2024-2025             | RB Lipsia             | BL                    | 22         | 1          | CG              | 3               | 0               | UCL                | 4                  | 0                  | -           | -           | -           | 29     | 1      |        |
| 2025-2026             | RB Lipsia             | BL                    | -          | -          | CG              | -               | -               | -                  | -                  | -                  | -           | -           | -           | -      | -      |        |
| Totale Lipsia         | Totale Lipsia         | Totale Lipsia         | 81         | 3          |                 | 8               | 0               |                    | 19                 | 1                  |             | 1           | 0           | 108    | 4      |        |
| Totale carriera       | Totale carriera       | Totale carriera       | 227        | 14         |                 | 16              | 2               |                    | 19                 | 1                  |             | 1           | 0           | 262    | 15     |        |

### Cronologia presenze e reti in nazionale
| Cronologia completa delle presenze e delle reti in nazionale ― Germania | Cronologia completa delle presenze e delle reti in nazionale ― Germania | Cronologia completa delle presenze e delle reti in nazionale ― Germania | Cronologia completa delle presenze e delle reti in nazionale ― Germania | Cronologia completa delle presenze e delle reti in nazionale ― Germania | Cronologia completa delle presenze e delle reti in nazionale ― Germania | Cronologia completa delle presenze e delle reti in nazionale ― Germania | Cronologia completa delle presenze e delle reti in nazionale ― Germania |
| Data                                                                    | Città                                                                   | In casa                                                                 | Risultato                                                               | Ospiti                                                                  | Competizione                                                            | Reti                                                                    | Note                                                                    |
| ----------------------------------------------------------------------- | ----------------------------------------------------------------------- | ----------------------------------------------------------------------- | ----------------------------------------------------------------------- | ----------------------------------------------------------------------- | ----------------------------------------------------------------------- | ----------------------------------------------------------------------- | ----------------------------------------------------------------------- |
| 5-9-2021                                                                | Stoccarda                                                               | Germania                                                                | 6 – 0                                                                   | Armenia                                                                 | Qual. Mondiali 2022                                                     | -                                                                       | 83’                                                                     |
| 11-10-2021                                                              | Skopje                                                                  | Macedonia del Nord                                                      | 0 – 4                                                                   | Germania                                                                | Qual. Mondiali 2022                                                     | -                                                                       |                                                                         |
| 14-11-2021                                                              | Erevan                                                                  | Armenia                                                                 | 1 – 4                                                                   | Germania                                                                | Qual. Mondiali 2022                                                     | -                                                                       |                                                                         |
| 26-3-2021                                                               | Sinsheim                                                                | Germania                                                                | 2 – 0                                                                   | Israele                                                                 | Amichevole                                                              | -                                                                       | 62’                                                                     |
| 29-3-2021                                                               | Amsterdam                                                               | Paesi Bassi                                                             | 1 – 1                                                                   | Germania                                                                | Amichevole                                                              | -                                                                       | 83’ 86’                                                                 |
| 4-6-2022                                                                | Bologna                                                                 | Italia                                                                  | 1 – 1                                                                   | Germania                                                                | UEFA Nations League 2022-2023 - 1º turno                                | -                                                                       | 80’                                                                     |
| 7-6-2022                                                                | Monaco di Baviera                                                       | Germania                                                                | 1 – 1                                                                   | Inghilterra                                                             | UEFA Nations League 2022-2023 - 1º turno                                | -                                                                       |                                                                         |
| 11-6-2022                                                               | Budapest                                                                | Ungheria                                                                | 1 – 1                                                                   | Germania                                                                | UEFA Nations League 2022-2023 - 1º turno                                | -                                                                       |                                                                         |
| 14-6-2022                                                               | Mönchengladbach                                                         | Germania                                                                | 5 – 2                                                                   | Italia                                                                  | UEFA Nations League 2022-2023 - 1º turno                                | -                                                                       |                                                                         |
| 23-9-2022                                                               | Lipsia                                                                  | Germania                                                                | 0 – 2                                                                   | Ungheria                                                                | UEFA Nations League 2022-2023 - 1º turno                                | -                                                                       |                                                                         |
| 26-9-2022                                                               | Londra                                                                  | Inghilterra                                                             | 3 – 3                                                                   | Germania                                                                | UEFA Nations League 2022-2023 - 1º turno                                | -                                                                       | 68’                                                                     |
| 16-11-2022                                                              | Mascate                                                                 | Oman                                                                    | 0 – 1                                                                   | Germania                                                                | Amichevole                                                              | -                                                                       | 46’                                                                     |
| 23-11-2022                                                              | Al Rayyan                                                               | Germania                                                                | 1 – 2                                                                   | Giappone                                                                | Mondiali 2022 - 1º turno                                                | -                                                                       |                                                                         |
| 27-11-2022                                                              | Al Khawr                                                                | Spagna                                                                  | 1 – 1                                                                   | Germania                                                                | Mondiali 2022 - 1º turno                                                | -                                                                       | 87’                                                                     |
| 7-12-2022                                                               | Al Khawr                                                                | Costa Rica                                                              | 2 – 4                                                                   | Germania                                                                | Mondiali 2022 - 1º turno                                                | -                                                                       | 67’                                                                     |
| 25-3-2023                                                               | Magonza                                                                 | Germania                                                                | 2 – 0                                                                   | Perù                                                                    | Amichevole                                                              | -                                                                       | 90+2’                                                                   |
| 28-3-2023                                                               | Colonia                                                                 | Germania                                                                | 2 – 3                                                                   | Belgio                                                                  | Amichevole                                                              | -                                                                       | 68’                                                                     |
| 12-6-2023                                                               | Brema                                                                   | Germania                                                                | 3 – 3                                                                   | Ucraina                                                                 | Amichevole                                                              | -                                                                       | 71’                                                                     |
| 17-10-2023                                                              | Filadelfia                                                              | Messico                                                                 | 2 – 2                                                                   | Germania                                                                | Amichevole                                                              | -                                                                       | 65’                                                                     |
| 26-3-2024                                                               | Francoforte sul Meno                                                    | Germania                                                                | 2 – 1                                                                   | Paesi Bassi                                                             | Amichevole                                                              | -                                                                       | 79’                                                                     |
| 7-6-2024                                                                | Mönchengladbach                                                         | Germania                                                                | 2 – 1                                                                   | Grecia                                                                  | Amichevole                                                              | -                                                                       | 46’                                                                     |
| 23-6-2024                                                               | Francoforte sul Meno                                                    | Svizzera                                                                | 1 – 1                                                                   | Germania                                                                | Euro 2024 - 1º turno                                                    | -                                                                       | 61’                                                                     |
| 29-6-2024                                                               | Dortmund                                                                | Germania                                                                | 2 – 0                                                                   | Danimarca                                                               | Euro 2024 - Ottavi di finale                                            | -                                                                       | 81’                                                                     |
| 5-7-2024                                                                | Stoccarda                                                               | Spagna                                                                  | 2 – 1 dts                                                               | Germania                                                                | Euro 2024 - Quarti di finale                                            | -                                                                       | 28’ 57’                                                                 |
| 7-9-2024                                                                | Düsseldorf                                                              | Germania                                                                | 5 – 0                                                                   | Ungheria                                                                | UEFA Nations League 2024-2025 - 1º turno                                | -                                                                       | 69’                                                                     |
| 10-9-2024                                                               | Amsterdam                                                               | Paesi Bassi                                                             | 2 – 2                                                                   | Germania                                                                | UEFA Nations League 2024-2025 - 1º turno                                | -                                                                       | 32’                                                                     |
| 20-3-2025                                                               | Milano                                                                  | Italia                                                                  | 1 – 2                                                                   | Germania                                                                | UEFA Nations League 2024-2025 - Quarti di finale                        | -                                                                       | 46’                                                                     |
| 8-6-2025                                                                | Stoccarda                                                               | Germania                                                                | 0 – 2                                                                   | Francia                                                                 | UEFA Nations League 2024-2025 - Finale 3° posto                         | -                                                                       | 29’ 65’                                                                 |
| Totale                                                                  |                                                                         | Presenze                                                                | 28                                                                      |                                                                         | Reti                                                                    | 0                                                                       |                                                                         |

## Palmarès

### Club
- Coppa di Germania: 1

Lipsia: 2022-2023
- Supercoppa di Germania: 1

RB Lipsia: 2023

### Nazionale
- Campionato d'Europa Under-21: 1

Ungheria/Slovenia 2021

### Individuale
- Squadra del torneo degli Europei Under-21: 1

Ungheria-Slovenia 2021